# Leopold Wahlstedt
Leopold Wahlstedt, född 4 juli 1999 i Stockholm, är en svensk fotbollsmålvakt som spelar för danska AGF Århus. Han har även varit uttagen till svenska landslaget.

## Karriär
Den 3 juli 2024 värvades Wahlstedt av danska AGF Århus, där han skrev på ett femårskontrakt.